# Independencia comunal (Chile)
Independencia comunal es un término ocupado durante las últimas tres décadas, es decir, desde los años 1980, en el proceso de Regionalización de Chile. Este término surgió a raíz del crecimiento de la población, y la poca conectividad con sus respectivas capitales comunales, como es el caso de Peñalolén, Padre Hurtado, Alto Biobío y Ñiquén, los lugares ya nombrados, son comunas de Chile.

## Leyes

### Año 1981
El año 1981 se dio a conocer una nueva ley, la cual daba origen a muchas nuevas comunas en el país, la cual daba origen a 5 ciudades o pueblos que buscaron su independencia, estas son Cerrillos (1981), Cerro Navia (1981), La Pintana (1985), Peñalolén (1984) y Macul (1984), además de crear otras comunas en el país.

### Año 1992
El año 1992, fue la primera ley de creación de comunas (bajo este término) con Elecciones democráticas. En esta nueva ley, tres ciudades que buscaban su independencia en 1981 pudieron cumplir su cometido, estas son San Pedro de la Paz (1995), Chillán Viejo (1995) y Concón (1995), mientras que otras como San Gregorio (1995), Padre Las Casas (1995) y Padre Hurtado (1994) se sumaron en los años siguientes a la primera ley. Mientras que Hualpén y Alto Hospicio, también postulantes, no fueron aceptadas. Y, al igual que la ley anterior, se crearon otras comunas por el país.

### Año 2002
El año 2002, fue la tercera ley bajo este término. Esta ley le daba vida a tres comunas en lucha por su independencia, Alto Biobío (2003), Alto Hospicio (2004) y Hualpén (2004). Y, al igual que las dos primeras leyes, se crearon algunas otras comunas por el país.

### Año 2004
La ley 19.944 del 22 de abril de 2004 creó la comuna de Chol Chol o Cholchol, al segregarse de la comuna de Nueva Imperial.

## Otros proyectos
A lo largo del país, hay otros proyectos de comunas, algunos por incremento de población, como es el caso de Rahue, otros por lejanías con sus capitales comunales, el caso de Tongoy, y otras, por la poca inversión de dinero y proyectos en sus pueblos o ciudades, el caso de Cachapoal. 64 propuestas han sido levantadas ante la SUBDERE.
| N.º | Propuesta de comuna                              | Comuna perteneciente                   | Región             | Estado                                          |
| --- | ------------------------------------------------ | -------------------------------------- | ------------------ | ----------------------------------------------- |
| 1   | Puerta Norte                                     | Arica                                  | Arica y Parinacota | Evaluado pero no avanzado.                      |
| 2   | Azapa                                            | Arica                                  | Arica y Parinacota |                                                 |
| 3   | Mamiña                                           | Pozo Almonte                           | Tarapacá           |                                                 |
| 4   | Miñi Miñi (Pisagua)                              | Huara                                  | Tarapacá           |                                                 |
| 5   | Alto Loa                                         | Calama                                 | Antofagasta        | Evaluado pero no avanzado.                      |
| 6   | La Portada                                       | Antofagasta                            | Antofagasta        |                                                 |
| 7   | Antofagasta Sur                                  | Antofagasta                            | Antofagasta        |                                                 |
| 8   | Paipote                                          | Copiapó                                | Atacama            |                                                 |
| 9   | Tongoy                                           | Coquimbo                               | Coquimbo           | Vigente desde 1998. Evaluado pero no avanzado.  |
| 10  | Barraza                                          | Ovalle                                 | Coquimbo           |                                                 |
| 11  | Placilla de Peñuelas                             | Valparaíso                             | Valparaíso         | Vigente desde 2005. Evaluado pero no avanzado.  |
| 12  | Playa Ancha                                      | Valparaíso                             | Valparaíso         | Vigente desde 2004                              |
| 13  | Laguna Verde                                     | Valparaíso                             | Valparaíso         |                                                 |
| 14  | Curimón                                          | San Felipe                             | Valparaíso         |                                                 |
| 15  | Reñaca                                           | Viña del Mar                           | Valparaíso         | Vigente desde 2004. Evaluado pero no avanzado.  |
| 16  | Llolleo                                          | San Antonio                            | Valparaíso         |                                                 |
| 17  | Chincolco                                        | Petorca                                | Valparaíso         |                                                 |
| 18  | Punta de Tralca                                  | El Quisco                              | Valparaíso         |                                                 |
| 19  | Pomaire                                          | Melipilla                              | Metropolitana      |                                                 |
| 20  | Bollenar                                         | Melipilla                              | Metropolitana      |                                                 |
| 21  | Batuco                                           | Colina                                 | Metropolitana      |                                                 |
| 22  | Río Maipo                                        | Puente Alto, San Bernardo y La Pintana | Metropolitana      |                                                 |
| 23  | Las Vizcachas                                    | Puente Alto                            | Metropolitana      |                                                 |
| 24  | Tobalaba-Bajos de Mena                           | La Florida y Puente Alto               | Metropolitana      |                                                 |
| 25  | Guacarhue                                        | Quinta de Tilcoco                      | O'Higgins          |                                                 |
| 26  | Coya                                             | Machalí                                | O'Higgins          |                                                 |
| 27  | Rosario                                          | Rengo                                  | O'Higgins          |                                                 |
| 28  | Lo Miranda                                       | Doñihue                                | O'Higgins          |                                                 |
| 29  | Panimávida                                       | Colbún                                 | Maule              |                                                 |
| 30  | Putú                                             | Constitución                           | Maule              | Vigente desde 2004                              |
| 31  | Lontué                                           | Molina                                 | Maule              | [ 4 ]                                           |
| 33  | Cachapoal                                        | San Carlos                             | Ñuble              | Vigente desde 2004                              |
| 34  | Chillán Oriente (Los Volcanes y Lomas de Oriente | Chillán                                | Ñuble              | [ 6 ]                                           |
| 39  | Barrio Norte                                     | Concepción                             | Biobío             | Vigencia desde 2004. Evaluado pero no avanzado. |
| 32  | Lirquén                                          | Penco                                  | Biobío             | Vigencia desde 2004                             |
| 38  | Dichato                                          | Tomé                                   | Biobío             | Vigencia desde 2004                             |
| 35  | Monte Águila                                     | Cabrero                                | Biobío             |                                                 |
| 36  | Paillihue                                        | Los Ángeles                            | Biobío             |                                                 |
| 37  | Santa Fe                                         | Los Ángeles                            | Biobío             |                                                 |
| 40  | Capitán Pastene                                  | Lumaco                                 | Araucanía          | Evaluado pero no avanzado.                      |
| 41  | Cherquenco                                       | Vilcún                                 | Araucanía          |                                                 |
| 42  | Cajón                                            | Vilcún                                 | Araucanía          | Vigencia desde 2006                             |
| 43  | Labranza                                         | Temuco                                 | Araucanía          | Vigencia desde 2003                             |
| 44  | Icalma                                           | Lonquimay                              | Araucanía          |                                                 |
| 45  | Mininco                                          | Collipulli                             | Araucanía          |                                                 |
| 46  | Pillanlelbún                                     | Lautaro                                | Araucanía          |                                                 |
| 47  | Puerto Domínguez                                 | Saavedra                               | Araucanía          |                                                 |
| 48  | Lican Ray                                        | Villarrica                             | Araucanía          |                                                 |
| 49  | Hualpín                                          | Teodoro Schmidt                        | Araucanía          |                                                 |
| 50  | Quepe                                            | Freire (Chile)                         | Araucanía          |                                                 |
| 51  | Coñaripe                                         | Panguipulli                            | Los Ríos           |                                                 |
| 52  | Niebla                                           | Valdivia                               | Los Ríos           |                                                 |
| 53  | Las Ánimas                                       | Valdivia                               | Los Ríos           |                                                 |
| 54  | Alerce                                           | Puerto Montt                           | Los Lagos          |                                                 |
| 55  | Ensenada                                         | Puerto Varas                           | Los Lagos          |                                                 |
| 56  | Rahue                                            | Osorno                                 | Los Lagos          | [ 8 ]                                           |
| 57  | Las Huichas                                      | Aysén                                  | Aysén              | Vigencia desde 2017                             |
| 58  | Río Tranquilo                                    | Aysén                                  | Aysén              |                                                 |
| 59  | Mañihuales                                       | Aysén                                  | Aysén              | Vigencia desde 2017                             |
| 60  | Melimoyu                                         | Aysén                                  | Aysén              |                                                 |
| 61  | Raúl Marín Balmaceda                             | Cisnes                                 | Aysén              | Vigencia desde 2017                             |
| 62  | La Junta                                         | Cisnes y Lago Verde                    | Aysén              |                                                 |
| 63  | Guadal                                           | Chile Chico                            | Aysén              | Vigencia desde 2017                             |
| 64  | Puerto Edén                                      | Natales                                | Magallanes         | [ 10 ]                                          |